# Lista odcinków serialu Ja w kapeli
W artykule znajduje się opis odcinków serialu Ja w kapeli, emitowanego w Polsce na kanale Disney XD i na Disney Channel.

## Serie
| Seria | Odcinki | Pierwsza premiera | Ostatnia premiera | Pierwsza premiera | Ostatnia premiera |
| --- | ------- | ----------------- | ----------------- | ----------------- | ----------------- |
| 1 | 21      | 27 listopada 2009 | 8 listopada 2010  | 20 marca 2010     | 6 sierpnia 2011   |
| 2 | 21      | 17 stycznia 2011  | 9 grudnia 2011    | 23 lipca 2011     | 28 kwietnia 2012  |
| - A^ Ostatni odcinek wyemitowano 6 sierpnia, ale pominięto odcinek 3, który nie zostanie nigdy wyemitowany. |         |                   |                   |                   |                   |

## Seria 1: 2009-2010
- Logan Miller, Steve Valentine, Greg Baker i Stephen Full są obecni we wszystkich odcinkach.
- Caitlyn Taylor Love jest nieobecna w dziesięciu odcinkach.

| Nr | Tytuł                      | Reżyseria      | Scenariusz                      | Premiera             | Premiera w Polsce                    |
| -- | -------------------------- | -------------- | ------------------------------- | -------------------- | ------------------------------------ |
| 1  | Weasels in the House       | Shelley Jensen | Michael B. Kaplan Ron Rappaport | 27 listopada 2009    | 20 marca 2010                        |
| 2  | I Wanna Punch Stuff        | Adam Weissman  | Eric Friedman                   | 18 stycznia 2010     | 21 marca 2010                        |
| 3  | Slap Goes the Weasel       | Gerry Cohen    | Denise Stasichin                | 25 stycznia 2010     | nieemitowany                         |
| 4  | Annoying Arlene            | Shelley Jensen | Ron Rappaport                   | 1 lutego 2010        | 27 marca 2010                        |
| 5  | Got No Class               | Shelley Jensen | Rick Nyholm                     | 8 lutego 2010        | 1 maja 2010                          |
| 6  | Cat-Astrophe               | Shelley Jensen | Michael B. Kaplan               | 15 lutego 2010       | 3 kwietnia 2010                      |
| 7  | Flip of Doom               | Shelley Jensen | Richard Gurman                  | 22 lutego 2010       | 8 maja 2010                          |
| 8  | Birthdazed                 | Shelley Jensen | Richard Gurman                  | 1 marca 2010         | 15 maja 2010                         |
| 9  | Geezers Rock               | Rich Correll   | Ron Rappaport                   | 8 marca 2010         | 10 lipca 2010                        |
| 10 | Spiders, Snakes and Clowns | Paul Lazarus   | Ryan Levin                      | 15 marca 2010        | 29 maja 2010 (DC) 30 maja 2010 (DXD) |
| 11 | Magic Tripp                | Adam Weissman  | Michael B. Kaplan               | 28 czerwca 2010      | 17 lipca 2010                        |
| 12 | What Happened?             | Shelley Jensen | Ryan Levin                      | 5 lipca 2010         | 3 grudnia 2010                       |
| 13 | Road Tripp                 | Rich Correll   | Rick Nyholm                     | 12 lipca 2010        | 24 lipca 2010                        |
| 14 | Prank Week                 | Shelley Jensen | Mike Montesano Ted Zizik        | 19 lipca 2010        | 10 grudnia 2010                      |
| 15 | Money Bags                 | Shelley Jensen | Rick Nyholm                     | 26 lipca 2010        | 17 grudnia 2010                      |
| 16 | Bleed Guitarist            | Shelley Jensen | Ron Rappaport                   | 23 sierpnia 2010     | 5 lutego 2011                        |
| 17 | Weasels on Deck            | Shelley Jensen | Michael B. Kaplan               | 11 października 2010 | 6 sierpnia 2011                      |
| 18 | Izzy Gonna Sing?           | Shelley Jensen | Michael B. Kaplan               | 18 października 2010 | 12 lutego 2011                       |
| 19 | Weasels vs. Robots         | Adam Weissman  | Eric Friedman                   | 25 października 2010 | 19 stycznia 2011                     |
| 20 | Happy Fun Metal Rock Band  | Rich Correll   | Steve Jarcsak Shawn Thomas      | 1 listopada 2010     | 22 stycznia 2011                     |
| 21 | Last Weasel Standing       | Shelley Jensen | Denise Stasichin                | 8 listopada 2010     | 20 lutego 2011                       |

## Seria 2: 2011
| Nr    | Tytuł                               | Reżyseria        | Scenariusz                      | Premiera            | Premiera w Polsce |
| ----- | ----------------------------------- | ---------------- | ------------------------------- | ------------------- | ----------------- |
| 22/23 | I’m Out of the Band                 | Shelley Jensen   | Michael B. Kaplan Ron Rappaport | 17 stycznia 2011    | 23 lipca 2011     |
| 24    | Iron Weasel: The Video Game         | Shelley Jensen   | Eric Friedman                   | 24 stycznia 2011    | 30 lipca 2011     |
| 25    | Extreme Weasel Makeover             | Joel Zwick       | Richard Gurman                  | 31 stycznia 2011    | 13 sierpnia 2011  |
| 26    | Camp Weasel Rock                    | Victor Gonzalez  | Rick Nyholm                     | 7 lutego 2011       | 21 sierpnia 2011  |
| 27    | Chucky’s Revenge                    | Joel Zwick       | David Shayne                    | 28 lutego 2011      | 27 sierpnia 2011  |
| 28    | Burning Down The House              | Victor Gonzalez  | Ron Rappaport                   | 7 marca 2011        | 3 września 2011   |
| 29    | Who Dunnit?                         | Victor Gonzalez  | Steve Jarczak Shawn Thomas      | 14 marca 2011       | 24 września 2011  |
| 30    | Yo, Check My House                  | Steve Zuckerman  | Eric Friedman                   | 21 marca 2011       | 26 listopada 2011 |
| 31    | Grand Theft Weasel                  | Steve Valentine  | Ryan Levin                      | 28 marca 2011       | 7 stycznia 2012   |
| 32    | Don’t Date the Principal’s Daughter | Paul Lazarus     | Eric Friedman                   | 4 kwietnia 2011     | 14 stycznia 2012  |
| 33    | Weasels on a Plane                  | Shelley Jensen   | Ryan Levin                      | 13 czerwca 2011     | 21 stycznia 2012  |
| 34    | Lord of the Weasels                 | Victor Gonzalez  | Steve Jarczak Shawn Thomas      | 20 czerwca 2011     | 28 stycznia 2012  |
| 35    | Weaselgate                          | Sean Mulcahy     | Rick Nyholm                     | 27 czerwca 2011     | 4 lutego 2012     |
| 36    | Prank Week #2                       | Victor Gonzalez  | Ron Rappaport                   | 1 sierpnia 2011     | 4 lutego 2012     |
| 37    | Pain Games                          | Eric Dean Seaton | Rick Nyholm                     | 8 sierpnia 2011     | 3 marca 2012      |
| 38    | Iron Weasel Gets Schooled           | Shelley Jensen   | Regina Hicks                    | 15 sierpnia 2011    | 4 marca 2012      |
| 39    | Kicked Out for Band Behavior        | Victor Gonzalez  | Michael B. Kaplan Ron Rappaport | 26 września 2011    | 17 marca 2012     |
| 40    | Iron Weasel vs. Mini Weasel         | Victor Gonzalez  | David Shayne                    | 3 października 2011 | 18 marca 2012     |
| 41    | Trippnotized                        | Shelley Jensen   | Richard Gurman                  | 7 grudnia 2011      | 21 kwietnia 2012  |
| 42    | Raiders of the Lost Dad             | Victor Gonzalez  | Michael B. Kaplan               | 9 grudnia 2011      | 28 kwietnia 2012  |